# Cembalo
Et cembalo er et musikinstrument, som spilles vha. et klaviatur som sætter strenge i bevægelse ved at knipse dem.
Cembaloet var et almindeligt tasteinstrument fra 16. århundrede til 18. århundrede, og anvendes i dag hovedsageligt ved fremførelse af renæssance- og barokmusik. Desuden er der i det 20. århundrede skrevet en del kompositioner for instrumentet, ligesom det anvendes i andre musikgenrer, og forefindes – som klang – på elklaverer og synthesizere.
I modsætning til et klaver er et cembalo ikke anslagsfølsomt, da strengene ikke anslås med en hammer, men knipses med plektre af fjer. Klangen varieres i stedet som følge af cembalistens artikulation og valg af et eller flere strengesæt ("registre"). 
Cembaloet er kendt fra 1400-tallet og eksisterede side om side med hammerklaveret fra 1720 til ca. 1800, hvorefter musikken gradvis ændrede sig i klaverets favør.
Ordet "cembalo" kommer fra italiensk clavicembalo af latin claves (nøgler/taster) og cymbalum fra græsk "bækken"/"beholder." 
En musiker, som spiller på et af cembalofamiliens instrumenter, kaldes en cembalist.

## Musikeksempler
Renæssance:
- af Antonio de Cabezón, spillet på cembalo af italiensk type.

Barok:
- af François Couperin, 1717, spillet på et cembalo af fransk type.
- af J.S. Bach, spillet på cembalo af flamsk type.
- af Domenico Scarlatti, spillet på et cembalo af italiensk type.

## Cembalofamilien
Cembalofamilien består af instrumenterne spinet, virginal, muselar, clavicyterium og cembalo. De er alle tasteinstrumenter og benytter samme mekanik, baseret på springeren, men varierer i størrelse og kompleksitet. Spinet, muselar og virginal er sædvanligvis små instrumenter, med kun ét register og ét manual. Et cembalo har som oftest flere 2 el. 3 registre, og kan også have to manualer. På spinet, muselar og virginal er strengene anbragt på tværs af tangenterne, mens de på et cembalo går på langs. Spinettets, muselarets og virginalets kompakte størrelse og lave vægt gjorde dem til husinstrumenter, mens cembaloet anvendtes både hjemme og til koncerter i større rum. Et clavicyterium er navnet på det forholdsvis sjældne opretstående cembalo. Ydermere findes instrumenter som ''clavecin brisé'' (sammenfoldigt cembalo), claviorganum (sammenbygget cembalo og orgel), lautenwerk (Lautenklavier) (cembalo med tarmstrenge) og instrumenter som både har hammerklaver- og cembalomekanik.

## Konstruktion
Cembalofamiliens instrumenter anvender alle springeren til frembringelse af den særlige klang. Springeren er et stykke træ (ca 15 mm × 3 mm × 10–15 cm), hvor på der i en lille sprække sidder et plektrum. Springerne er anbragt lodret bagest på hver tangent. Når tangenten trykkes ned vil springeren hæves, og plektret vil knipse strengen, som bringes i svingninger. Strengens svingninger overføres via steget, og sætter hele klangbunden i svingninger, således at klangen forstærkes – samme princip som på en guitar. Når tangenten slippes, kan plektret passere forbi strengen, da den er monteret på en lille vippe, som holdes på plads af en fjeder. På springeren sidder også et lille stykke filt, som dæmper strengen, når tangenten ikke er trykket ned.
Denne simple præcisionsmekanisme er formodentlig udviklet sidst i 1400-tallet, og har ikke ændret sig væsentligt siden. Springeren er sædvanligvis lavet af en hård træsort, som er stabil (oftest af pæretræ eller bøgetræ). Til den lille vippe "tungen" anvendes træsorter, som kan holde plektret og akslen uden at revne, ofte kristtjørn. Til fjederen anvendes ofte en svinebørste eller et tyndt stykke messing. Plektret (ca. 8mm langt og 1-2mm bredt og 0,4-0,5mm tykt ved roden) kan skæres af fjer fra ravn (eller andre større fugle som grib eller kalkun) eller plastmaterialer som delrin og celcon, der i dag foretrækkes som følge af stablitet overfor udsving i fugtighed. For at plektrene giver den bedst mulige klang, og for at de ikke hænger fast i strengene når springeren falder på plads, skal de skæres meget omhyggeligt og tyndes ud mod spidsen. Denne proces kaldes intonation.

### Strenge
Hver streng på et cembalo er fastgjort i den ene ende til et stift og i den anden ende til en stemmenagle, så strengens spænding kan varieres, og den dermed kan stemmes til en bestemt tone/frekvens. Fra fastgøringsstift til nagle passerer strengen omkring to stifter, som bestemmer strengens klingende længde. Sammenlignet med et klaver anvender cembaloet forholdsvis tyndere (men længere) strenge, og har dermed et lavere strengetræk. En strengs frekvens bestemmes af dens længde, dens vægt og dens opspænding. Ifølge matematikkens love klinger en streng med samme opspænding og vægt, men som er dobbelt så lang, en oktav dybere. Dette giver cembaloet den vingeagtige facon. Udgangspunktet "mensuren" er vanligvis længden for tonen svarende til c2 (det c som er umiddelbart over kammertonen). For et jernstrenget instrument vil mensuren være mellem 30 cm og 37 cm. For et messingstrenget instrument noget kortere, da messing er tungere end jern, mellem 25 cm og 28 cm. I praksis bliver instrumentet meget langt, hvis mensuren skal overholdes i bassen, derfor anvendes gradvise tykkere strenge mod bassen, mens det tilstræbes, at mensuren overholdes i diskanten. Der findes både cembaloer der kun er strenget op med jernstrenge eller kun med messingstrenge, men de fleste anvender en kombination med jernstrenge i diskanten og messingstrenge i bassen. Tykkeste streng er normalt ikke mere end 0.63 mm på cembaloets dybeste tone (F1), mens tyndeste streng er ned til 0,19 mm. Der anvendes ikke omspundne strenge som i klaveret, i stedet anvender cembaloet længere strenge i bassen, samtidig med at der ikke findes bastoner helt så dybe som på klaveret. På visse moderne cembaloer har man anvendt omspundne strenge for at kunne tilbyde et 16' register uden at kassens længde blev forøget. Ofte havde 16' registret da samme mensur som 8' registret, og delte samme steg på klangbunden. I de få eksempler, der er på 16' registre fra barokken, er instrumenterne tilsvarende længere (mere end 2,7m), og der anvendes ofte en særskilt steg (ofte også en særskilt klangbund) til 16' registret.

### Registre
Da tonen kun kan varieres minimalt, anvendes registre til at ændre klangtype og -styrke. Ligesom på orglet kaldes det almindelige register for 8'. På cembaloer findes ofte to 8' registre eller et 8'- og et 4' register. Hver register har sædvanligvis sit eget sæt strenge og sin egen række af springere, der kan skydes til og fra. Udover disse registre findes ofte også et lutregister, som er små stykker filt eller læder, der bringes til at dæmpe strengene. Andre registre er sæt af springere, som knipser strengene tættere på tastaturet, eller som er forsynet med bløde læderplektre ("peau de buffle"). Der findes også enkelte historiske eksempler på anvendelse af 16' register (som klinger en oktav lavere end 8') og 2' registre (som klinger to oktaver højere end 8'). Ligesom der også findes instrumenter med tre 8' registre. I praksis er cembaloets klangtype af en sådan beskaffenhed, at mange eller usædvanlige registre ikke giver væsentlige fordele for fortolkning af musikken, men gør instrumenterne unødigt komplicerede og vanskeligere at stemme og vedligeholde.

### Toneomfang og manualer
Toneomfanget er gradvist blevet udvidet fra renæssancen til barokken. Derfor har cembaloets klaviatur ikke et standardiseret toneomfang, men er afhængig af instrumentets størrelse og det tidsrum og sted det blev bygget. Typisk toneomfang i renæssancen var C-c3 (49 toner – ofte med kort oktav eller brudt oktav). Senere finder vi omfang som C-d3, G1-c3 kulminerende med F1-f3 (61 toner) i det 18. årh. Musikken af fx J.S. Bach holder sig indenfor toneomfanget G1-d3 (56 toner), mens Domenico Scarlatti i visse sonater kræver F1-g3 (63 toner).
Tastaturets udseende, størrelse og udlæg har ændret sig gennem tiden. Se under klaviatur.
I instrumenter med 2 manualer (også kaldet tangentrækker eller klaviaturer) forefindes oftest 3 sæt strenge (2 × 8' og 1 × 4'), fordelt således at den kraftigst intonerede 8' spilles fra nederste manual sammen med 4'. Den svagere 8' spilles fra øverste manual, ofte også med mulighed for lut. Ved at skubbe øverste manual 1 cm ind kobles de to manualer sammen, således at alle 3 registre kan spilles fra nederste manual. Dette er den almindelige disposition for store cembaloer fra det 18. årh, med undtagelse af Spanien, Portugal og Italien, hvor der kun er bevaret ganske få tomanuals instrumenter og de derfor må betragtes som usædvanlige.
Der findes enkelte eksempler på 3 manuals instrumenter. De fleste af dem af falsknerier fra det 19. årh. Det eneste bevarede instrument er bygget af Hieronymus Albrecht Hass i 1740 (privateje). Se video under eksterne henvisninger.

## Stemning
Som alle andre strengeinstrumenter skal et cembalo stemmes, da ændringer i luftfugtighed bevirker, at klangbunden ændrer facon en lille smule og derved påvirker strengens længde. Det er nok til, at instrumentets stemning skal korrigeres. Et nyt instrument skal stemmes hyppigere, ofte ugentligt, mens et instrument, der er et par år gammelt, kan holde stemningen i længere tid. Før en koncert vil man altid stemme hele instrumentet. I en pause under koncerterten vil man tjekke stemningen og foretage små korrektioner. Stemningen foretages ved at dreje forsigtigt på stemmenaglerne med en stemmenøgle.
Alle cembalister må kunne stemme et cembalo, ikke kun pga. at det går ud af stemning, men fordi det skal stemmes på forskellig måde afhængig af det repertoire, der skal fremføres. Se uddybende artikel om temperament. 
Undervisningsbøger i cembalospil indeholdt i det 17. og 18. årh. ofte metoder til stemning af instrumentet.
Kammertonen i rennæssancen og barokken var ikke standadiseret men som oftest lavere end i dag, hvor a1 normalt er 440Hz. Ved opførelse af tidlig musik anvender man i dag generelt en kammertone som er en ½ tone lavere, dvs. a1 = 415,3Hz. I visse tilfælde endda en hel tone lavere: 392Hz. Med den lavere kammertone klinger musikken ofte nærmere det leje den var skrevet for.
Moderne cembaloer bygges ofte således, at de både kan spille i moderne kammertone (a=440 Hz) og barokkammertone (a=415,3 Hz) - kaldet "transponering". Da det er et halvtonespring, kan klaviaturet skubbes ca 1 cm mod højre til høj stemning og tilsvarende mod venstre til lav stemning.

## Spilleteknik
Cembaloets teknik er beskrevet af flere af de kendte komponister, der skrev for instrumentet. Teknikken har ændret sig gennem tiden, men det anses for vigtigt at anvende original fingersætning og artikulation, når man spiller cembalo.

### Kroppens position
For at sidde i den rigtige højde må undersiden af armene, håndledene og fingrene være lige. Kroppens centrum og klaviaturets bør være den samme. Man bør vende sig lidt mod højre, knæene må ikke være presset sammen, men den højre fod bør være strakt frem. François Couperin, 1716.
Albuerne skal være lidt lavere end klaviaturets højde, så at håndledene er som limet til tastaturet, og fingrene har så god kontakt som muligt. Jean-Phillippe Rameau, 1725.

### Fingrenes bevægelse
Håndledet og fingerene skal altid være afslappede. Fingrene skal alene bevæges fra, hvor de sidder på hånden – bevægelserne skal ikke være store, hvis små kan gøre det. Jean-Phillippe Rameau, 1725.
Bevægelsen af J.S. Bach's fingre var så lille, at det næsten ikke kunne ses. Kun det øverste led bevægede sig. Hans hånd beholdte sin afrundede form, også i det mest krævende passager Forkel, 1802.
Et blødt anslag kræver, at fingerene holdes så tæt på tangenterne som muligt. En hånd, der falder ned højt fra, giver en hårdere klang fra strengen. François Couperin, 1716.
Lad aldrig hænderne hvile på fingrene, omvendt skal hænderne støtte fingrene. Jean-Phillippe Rameau, 1725.
Ved hurtige løb, må fingrene ikke løftes hurtigt, men fingerspidserne skal trækkes tilbage til kanten og glide af på den. Dette vil give tydelige løb. J.J. Quantz, 1752, da han beskriver J.S. Bach's teknik.

### Fingersætning
Fingersætning beskriver hvilke fingre, der bør anvendes på hvilke tangenter. Hvis man ønsker god kontakt med tangenterne, må man anvende den følsomme fingerspids. Dette betyder at tommelfingeren er mindre egnet. De tre midterste fingre er længere og derfor bedre egnet til at nå klaviaturets halvtoner.
Indtil omkring år 1700 tog man udgangspunkt i systemer med svage og stærke fingre og håndens form. Dvs. at man undgik at anvende tommelfingeren, og brugte ikke lillefingeren på halvtoner. For at kunne beskrive fingersætninger indførtes en nummerering af fingrene. Tommelfingeren har nummer 1, pegefingeren 2 og så fremdeles for begge hænder. En opadstigende skala ville med højre hånd være: 2-3-4-3-4, nedadgående 3-2-1-2-1 (senere 4-3-2-3-2). Man "kravlede" nærmest op og ned af klaviaturet. Fingersætning med minimal brug af tommelfingeren har været normalt i Frankrig og Tyskland indtil udgangen af det 18. århundrede.
Hvis man skal spille længere skalaer, kræver det, at man flytter hånden. Dette beskrives af en af Bach's sønner:
Fem fingre kan kun spille fem toner i række. For at udvide dette, er der to teknikker: at krydse tommelfingeren under hånden eller at krydse fingrene over hinanden. Begge skal udføres så at tonerne flyder jævnt. I tonearter med få eller ingen halvtoner, er det bedst at krydse 3. finger over 4. finger eller 2. finger over tommelfingeren, for at opnå ubrudt legato. C.P.E. Bach, 1753.
C.P.E. Bach beskriver da både den ældre og nyere teknik, og at han anvender begge, afhængig af halvtonerne.

## Bygningshistorie
Cembaloet antages at være udviklet i middelalderen. På samme måde som at en fløjte mekaniseredes til et lille orgel ("portativ" el. "organetto") i middelalderen, kan man forestille sig en mekanisering af en harpe. Drejeliren er et andet eksempel på middelalderlig anvendelse af taster på et strengeinstrument. Fordelen ved mekanisering er muligheden for at spille flere samtidige toner, men det kræver et større instrument og en kompliceret mekanik. Der findes et manuskript (Arnoult van Zwolle, ca 1450) som afbilder mekanikken i et middelalderligt cembalo. Af forskellige overleverede rester tyder det på, at de tidligste instrumenter var opretstående (kaldet clavicyterium) ligesom harpen. Clavicyteriet kræver dog en fjedermekanisme for at få springerne til at returnere – dette har muligvis gjort at instrumentet blev lagt ned, således at tyngdekraften kunne gøre dette arbejde. De ældste kendte instrumenter er fra 15. årh. og generelt korte instrumenter med tykke sider og anvendender en mere kompliceret mekanik end senere. De ældste overleverede instrumenter er næsten alle fra Italien fra starten af det 16. årh. De har ét manual, et sæt strenge og en kasse bygget af forholdsvis tyndt træ. Der har været bygget cembaloinstrumenter i alle vesteuropæiske lande, men de har udviklet sig i forskellig retning og har forskellig konstruktion, bestrengning, dekoration og klangideal. De vigtigste regionale skoler er: Italien, Iberiske halvø, Flandern, Frankrig, England samt nordtyskland/skandinavien og sydtyskland.

### Italien
De italienske cembaloer varierer i bygningstradition fra egn til egn. Generelt har de i renæssancen tynde kasser (ca. 4mm) uden låg. De har enten et enkelt 8' register eller 8' og 4', og de var ført ud gennem siden af instrumentet, således at det var muligt at skifte register. Klaviaturomfanget var ofte C/E-c3 eller C/E-f3 (hvor C/E betegner "kort oktav" i bassen). Generelt anvendtes lang mensur og jernstrenge. Kassen var ofte ikke bemalet, men forsynet med byggerens karakteristiske træprofiler og evt intarsia. Da instrumentet var skrøbeligt, anbragtes det i en kraftigere ydre kasse, som også kunne bære et låg. Samtlige eller næsten samtlige italienske renæssanceinstrumenter har været bygget om i barokken eller udsat for en tvivlsom restaurering senere, hvorfor det i dag ofte er vanskeligt at finde frem til instrumentets originale design.
I barokken ombyggedes de fleste italienske cembaloer til to 8' registre – dvs. stegen til 4' fjernedes og 8'-stegen forsynedes med et ekstra sæt strenge. Samtidig ændredes bestrengningen til messing, som kræver en relativ kort mensur. Dermed ændredes klaviaturomfanget til det dybere G1-c3 (el. lign.) Årsagen til ombygningen skal formentlig findes i skiftende musikalsk smag: man ønskede instrumenter, som var kraftigere og dermed bedre til continuospil. En del af barokkens instrumenter byggedes som "false inner-outer", dvs. med en kasse af tykt træ (ca 12mm), som var bygget, så det lignede et tyndt instrument i en ydre kasse. Bemærkelsesværdige italienske cembalobyggere er Zenti, Ridolfi, og Giusti (Rom 17. årh.), Pisaurensis, Trasuntino og Baffo (Venedig, 16. årh.), Migliai (Firenze, 17. årh.), Guarracino (Napoli, 17. årh.) og Grimaldi (omkring 1700).

### Flandern
De flamske instrumenter domineres helt af Ruckers familien, som arbejdede i Antwerpen. Det var en konservativ familie af cembalobyggere, som fra omkring 1575 til 1650 byggede et stort antal instrumenter. 
Disse var kendt i samtiden (og senere i barokken) som særligt gode instrumenter, og de blev eksporteret til både England og Frankrig i særlige eksportversioner. De flamske instrumenter byggedes som små cembaloer med et manual (omfang: C/E-c3) og to registre (8' + 4'), eller som transponerende tomanuals instrumenter, hvor de to manualer var forskudt, således at instrumentet kunne anvendes i to tonehøjder, uden at cembalisten skulle kunne transponere. Instrumenterne dekoreredes ofte med trykt papir og marmorbemaling. Baroktidens byggere i Flanderen forbedrede på Ruckers' design, og byggede større instrumenter, der modsvarede tidens stigende musikalske krav. Arven efter Ruckers blev udviklet og videreført af byggere som J.D. Dulcken og Albertus Delin.

### Frankrig
Fransk cembalobygning i den tidlige barok (før 1700) har kun efterladt få, men meget specielle instrumenter. Tilsyneladende er de inspirerede af både italiensk og flamsk eller midteuropæisk cembalobygning, men franskmændene forsyner – formodentlig som de første – instrumenterne med to ens manualer og indfører skydekoblingen, der muliggør at spille alle registre fra nederste manual. Kassens konstruktion er en blanding af flamske og italienske elementer. Instrumenterne var kostbart dekorerede (i modsætning til de flamske instrumenters simple papir og marmorering), med anvendelse af de fineste teknikker fra møbelkunsten i det 17. årh., herunder både intarsia og kineserier. Byggere som Vincent Tibaud og Jean-Antoine Vaudry er blandt dem, hvis instrumenter findes i dag.

Den store import af Ruckers' instrumenter fra Flanderen satte præg på fransk cembalobygning i 1700-tallet. Fransmændene fandt Ruckers-instrumenterne utidsvarende musikalsk og udstyrsmæssigt set, men værdsatte dem højt for deres klang. 
Dette medførte en hel industri af ombygninger ("ravelement"). Små flamske instrumenter udbyggedes til store franske tomanuals instrumenter. Byggere som Pascal Taskin og Jean Claude Goujon har tilsyneladende levet af det og der er bevaret flere ombyggede end nybyggede instrumenter fra deres hånd. Dette førte også til en større produktion af forfalskede Ruckers-instrumenter, da de allerede i samtiden indbragte flere penge, end de bedste nybyggede instrumenter. Kulminationen på fransk cembalobygning anses for at være det store tomanuals instrument med fuldt omfang (F1-f3 / 61 taster) og tre registre (2 × 8 + 4). 
 Det ældst bevarede franske instrument med fuldt omfang er fra 1710, bygget af byggeren Donzelague i Lyon. Men franskmændene fortsatte med at eksperimentere med cembaloets muligheder. Man har således anvendt plektre af bisonlæder for at give en mindre overtonerig klang på hovedregistret eller endda som en særlig ekstra række af springere (kaldet "peau de buffle"). Pascal Taskin udviklede i 1770'erne et system af knækobler, som muliggjorde hurtige registerskift med knæene – endda samtidig med at man spillede. På denne måde kunne man lave et nærmest glidende crescendo, noget der ikke tidligere havde været muligt på et cembalo. De sidste franske cembaloer blev bygget i 1790'erne, oftest med omfanget E1-f3 / 62 taster. Af andre bemærkelsesværdige byggere skal nævnes Francois Blanchet (Taskin's læremester) samt Henri Hemsch.

### Tyskland
Tysk cembalobygning er en blanding af flere forskellige stilarter. Der findes eksempler på instrumenter, som ligner italiensk cembalobyggeri på flere måder, bl.a. instrumentet af Hans Müller (1537). 

Overleverede instrumenter viser tydeligt 3 forskellige skoler: nordtysk, midttysk og sydtysk. De nordtyske instrumenter er især kendt fra byggerne J.A. Hass, H.A. Hass og Christian Zell. Det er store jernbestrengede instrumenter, i flere tilfælde med usædvanlige registerkombinationer: 3 × 8' + 1 × 4' (H.A. Hass 1723, Musikmuseet i København), 2 × 8', 1 × 4', 1 × 16' (H.A. Hass 1734, Conservatoire Bruxelles) og 2 × 8', 1 × 4', 1 × 16', 1 × 2' (H.A. Hass 1740, Privateje). 
 Sidstnævnte er også det eneste bevarede 3-manuals cembalo – se video med dette instrument under "eksterne links". Det nordtyske klaviaturomfang var typisk C-d3 eller F1-c3 indtil ca. 1730, hvorefter det udvidedes til F1-f3. Instrumenterne kendes ofte på at kassen buer i enden og at de er dekorede med kineserier og malet skildpadde, ligesom der til tastaturene er flere eksempler på anvendelsen af skildpadde til undertangenterne.
Midttyske instrumenter er kendt fra instrumentbyggeren Michael Mietke, hvis navn er knyttet til Johann Sebastian Bach, da han af sin fyrste blev sendt til Berlin for at hente et instrument af Michael Mietke. Et signeret etmanuals instrument af Michael Mietke findes i dag på Hälsinglands Museum (Sverige). Det har omfanget G1-c3, kassen har buet ende og der anvendes messingbestrengning (som ellers hovedsagligt er kendt fra italienske barokinstrumenter). På Schloss Charlottenburg i Berlin findes ligeledes to usignerede instrumenter af Michael Mietke. Desværre har de været kraftigt ombyggede og den originale bestrengning lader sig ikke rekonstruere. Fejlagtigt restaurering af det ene instrument var årsagen til det moderne tyske cembalos (uhistoriske) anvendelse af 16'-registret og placeringen af 4'-registret på øverste manual. Instrumentet er i øvrigt et fint eksempel på tidligt tysk lakarbejde af Gérard Dagly.
Sydtysk cembalobyggeri er kendetegnet ved udekorerede kasser, messingbestrengning og et lidt anderledes koblingssystem. Den kendte orgelbygger Silberman skulle også have bygget cembaloer, men ingen insrtumenter er signeret med hans navn. Der findes dog et instrument i Musikinstrumentenmuseum (Berlin), som tilskrives hans værksted. Det er et stort enkelt instrument med omfanget F1-f3. Af andre sydtyske byggere kan nævnes H. Gräbner, af hvem der er overleveret flere meget store udekorerede instrumenter, bl.a. et med omfanget D1-d3 (5 oktaver).

### Sverige
Svensk cembalobygning ser ud som om det er inspireret af den nordtyske skole. Instrumenterne er store, der anvendes jernstrenge og de er afrundede i enden. Det største cembalo, der er kendt, blev bygget af J.A. Bromann i Stockholm (1756). Det er 3,4m langt! og har 3 × 8' + 1 × 4'. Det er konstrueret som et eksperiment, anvendende omtrent samme tykkelse strenge på hele instrumentet for at stabilisere stemningen.

### Danmark
At dømme efter antallet af bevarede instrumenter har det været meget mere populært at spille clavichord end cembalo i Danmark. Af danskbyggede cembaloinstrumenter er der således kun kendt et spinet og et cembalo. Bemærk at cembalo i Danmark i det 18. årh. ofte omtales som clavicimbel, clavicin, clavesin.
I anden halvdel af det 18. årh. var følgende byggere af tasteinstrumenter (ekskl. egentlige orgelbyggere) aktive:
- C.F. Speer (ca. 1726-1797) orgel-, cembalo- og clavichordbygger, ansat ved Det kgl. Teater. Der er bevaret et spinet (oktavinstrument) fra 1762 på De Danske Kongers Kronologiske Samling, Rosenborg.

- Moritz Georg Moshack (ca. 1730-1772) orgelbygger og instrumentmager. Arbejdede for Det kgl. Teater. Der er bevaret to clavichorder (1768 og 1770) samt et cembalo (signeret 1770). Sidstnævnte blev fundet på loftet af Katedralskolen i Nykøbing F., og sidenhen rekonstrueret til et spillende instrument. Det er et stort instrument, dog kun med ét manual (F1-f3) og 2 × 8'. Det står i dag på Museum Lolland-Falster, Nykøbing F.
- Otto Joachim Tieffenbrunn (ca. 1738-1797) instrumentmager. Der er bevaret tre clavichorder (1793, 1801 og 1786).
- Johan Christian Gronenberg (ca. 1747-1826) orgelbygger og instrumentmager. Har bl.a. solgt et clavichord til Det kgl. Teater. Ingen bevarede instrumenter.

I øvrigt findes et tysk tomanuals cembalo, bygget af H.A. Hass (Hamborg 1723) på Musikhistorisk Museum i Købehavn.
De danske instrumenter minder generelt om instrumentbyggertraditionen i nordtyskland, men der er også træk fra en mellemtysk tradition (som svenske instrumenter også delvist bygger på).

### England
Renæssanceinstrumenter blev tilsyneladende importeret fra Italien. Senere blev instrumenter bygget af Ruckers familien i Antwerpen også importeret. Dette gav inspiration for engelske byggere, der før 1700 især byggede den mindre form af cembaloet, kaldet virginal og spinet. Der er skrevet en større mængde musik for disse instrumenter af komponister som William Byrd, Giles Farnaby og John Bull. I det 18. årh. udvikledes engelske instrumenter i egen retning, især af indvandrede byggere som Kirkman-familien fra Alsace og Burkat Shudi fra Schweiz. Disse instrumenter er tildels baseret på flamsk cembalobygning.  De er karakteriserede ved finerede kasser og de mere originale ved mekaniserede registerskift ("machine stop", styret af pedal), venetiansk svelle (til at styre volumen med - også med pedal) samt fraværet af manualkobling og i stedet brug af springere som kan spilles fra begge manualer (kalde "dogleg"). 
 Der er bevaret et større antal instrumenter fra det 18. årh. Shudi lod sin svigersøn, John Broadwood overtage forretningen og han bidrog derefter til udvikling af hammerklaveret.

## Genopdagelse
Med den gradvise ændring af den musikalske smag sidst i det 18. årh. blev der ikke længere brug for cembaloet. Det første instrument med hammermekanik blev bygget af den italienske cembalobygger Cristofori allerede i 1720. Det sidste cembalo blev bygget i England kort efter 1800. Herefter uddøde cembalobyggetraditionen fuldstændigt. Ved stigende interesse for historie og arkæologi begyndte man sidst i det 19. århundrede igen at opføre renæssance- og barokmusik, og fik dermed brug for cembaloet. En af foregangsmændene var den franske pianist Louis-Joseph Diémer (1843-1919), som vistnok spillede den "første" offentlige koncert på cembalo i 1888. Her anvendte han et historisk instrument bygget af Pascal Taskin, Paris 1769 – i dag på Raymond Russel Collection, Edinburgh. I forbindelse med verdensudstillingen i Paris, 1889 fremvistes 3 nybyggede cembaloer af klaverfabrikanterne Louis Tomassini, Erard og Pleyel. 
 Disse var delvist baseret på studier af historiske franske instrumenter, men der udvikledes hurtigt en moderne form for cembaloinstrument, som var baseret på alle de erfaringer man havde fra klaverproduktion. 
Designet af det "moderne" cembalo (på engelsk "revival harpsichord") indebar: kraftigere bestrengning og deraf tung konstruktion med tykke sider og jernramme, pedaler til hurtige registerskift, 16' register, talrige reguleringsskruer, ingen bund, fineret kasse og et klangideal plus en spillemåde, som oftest lå langt fra det historiske instrument. Disse instrumenter opnåede popularitet og blev bygget af en lang række byggere bl.a.: Neupert, Maendler, Wittmeyer, Sperrhake, Merzdorf, Lindholm og Sassmann (Tyskland), Pleyel og Gaveau (Frankrig), Arnold Dolmetsch og Goble (England), John Challis og Eric Herz (USA) og Jørgen Bengaard (Danmark). Til disse instrumenter er der skrevet en del musik i det 20 årh., bl.a. af Francis Poulenc og Manuel de Falla. Cembalisten Wanda Landowska spillede på Pleyel-instrumenter, og var med til at genopdage cembaloet, bl.a. med den første indspilning af Johann Sebastian Bach's Goldbergvariationer i 1931. Nogle af det moderne cembalos muligheder og dets klangideal kan høres her: Sylvia Kind (1908-2002) spiller Banchieri. Bemærk de hyppige registerskift, som styredes ved hjælp af pedaler.
Disse instrumenter betragtedes dog af et stigende antal cembalister som utilstrækkelige til fremførelse af tidlig musik bl.a. på grund af: klangideal, volumen (de var generelt for svage og måtte ofte forstærkes elektrisk), disposition (de havde ofte en 16' + 8' på nederste manual og 8' + 4' på øverste manual, hvilket gav mange registerskift og en "mudret" klang på nederste manual) og vedligeholdelse (de anvendte mange specialdele og var komplicerede at stemme og vedligeholde). Dette førte til at byggere som Frank Hubbard og William Dowd i USA og Martin Skowroneck i Tyskland begyndte alene at bygge instrumenter baseret på historiske forbilleder. Denne bevægelse startede i 1950'erne, og har i dag helt fortrængt det "moderne" cembalo baseret på klaverbygning.
Kvaliteten af instrumentbygningen er steget i takt med forståelsen af de historiske instrumenter, samtidig med at der skulle opbygges en helt ny håndværkstradition. De nye instrumenter har til stadighed nærmet sig de historiske forbilleder, også hvad angår dekoration. Således dekoreres mange instrumenter i dag med renæssance- og barokdekorationer.
Cembaloets popularitet og udbredelse er også i høj grad forøget ved indførelse af cembalobyggesæt af W.J. Zuckermann og Frank Hubbard i 1960'erne. Byggesættene er i dag af en sådan kvalitet, at de kan stå mål med professionelt byggede instrumenter.
Moderne cembaloer bygges nu næsten udelukkende med historiske forbilleder for øje. Dette sker typisk med en tilpasning af originalinstrumenters ofte utilstrækkelige omfang. Således bygges de fleste moderne instrumenter i en historisk stil, men ikke som egentlige kopier. Cembalister forventer stort omfang og transponering samtidig med at instrumentet skal være pålideligt. Faktorer, som kræver store kompromiser, og som ikke findes i historiske instrumenter. Et godt eksempel på et moderne populært cembalo er et cembalo som benævnes af "flamsk type", som det instrumentet vist på billedet. Dekorationsmæssigt ligner det indvendigt et Ruckers-instrument (flamsk 17.årh.), men det har 2 × 8', transponering og et udvidet senere type tastatur (og dermed en udvidet kasse). Instrumentet er altså aldeles uhistorisk, men opfylder den moderne cembalists krav på fortrinlig vis. Senest – efter 2000 – har der dog vist sig en fornyet interesse for mere historiske instrumenter, hvor kompromiserne er færre.

## Andre artikler om cembalorelaterede emner
- Spinet
- Virginal
- Claviorganum
- Klavichord
- Clavicyterium
- Springer
- Cembalist
- Klaviatur
- Temperament